# Müller-gibbon
A Müller-gibbon (Hylobates muelleri) egy meglehetősen elterjedt, a Maláj-félszigeten, Thaiföldön, Szumátra északi részén és Borneó szigetén is megtalálható gibbonfaj.
Testtömege általában 5-6 kilogramm; teste 44-46 centiméter hosszú. Főleg gyümölcsöket, alárendelten leveleket eszik. A nőstény 210 napos vemhesség után egy, ritkán két kölyköt hoz világra. Átlagosan 25 évig él.

## Alfajai
- Hylobates muelleri funereus Geoffroy, 1850 (avagy Hylobates funereus)
- Hylobates muelleri abbotti Kloss, 1929  (avagy Hylobates cinereus abbotti)
- Hylobates muelleri muelleri

## Külső hivatkozások
- A faj szerepel a Természetvédelmi Világszövetség Vörös Listáján. IUCN. (Hozzáférés: 2009. szeptember 25.)
- A varázslatos Borneó